# Edwin Zimmermann
Pour les articles homonymes, voir Zimmermann.
Edwin Zimmermann, né le 15 août 1948 à Schöna et mort le 1er octobre 2024 à Cottbus, est un ingénieur et homme politique allemand (SPD).

## Biographie
Après avoir étudié au lycée polytechnique de Hohenbucko, il suit une formation de monteur de machines agricoles et de tracteurs au Centre scientifique et technique (WTZ) de Schlieben de 1965 à 1967. Il travaillr comme monteur en 1967/68, fait son service militaire de base avec la NVA en 1968/69 et est employé comme tourneur chez PGH Landmaschinenbau à Dahme/Mark en 1969/70. En 1970, il est brièvement employé par les autorités au bureau de district de la police populaire à Herzberg. En 1970/71, Zimmermann travaille comme monteur chez LPG (Type I) à Schöna et de 1972 à 1975, il est un maître artisan pour la technologie de filature dans la production de fils. Lors de son deuxième parcours scolaire, il suit un cursus d'études à Berlin en 1974/75 et étudie à l'école d'ingénieurs de Friesack de 1975 à 1978, où il obtient un diplôme d'ingénieur agronome. De 1976 à 1990, il est responsable du transport / manutention au Centre agrotechnique de Hohenseefeld. Après la réunification allemande, il est ministre de l'agriculture du Brandebourg de novembre 1990 à décembre 1997.
Zimmermann travaille comme consultant indépendant depuis 1998. De décembre 1999 à 2004, il est président de l'Association des sports de l'État de Brandebourg. Il est également président honoraire du Spreewaldverein e. V.
Edwin Zimmermann est marié à Christel John et a une fille.

## Politique
Zimmermann participe à la fondation du SPD à Dahme et dans l'arrondissement de Luckau lors du changement politique en RDA en novembre 1989. En avril 1990, il est élu président du comité exécutif du district du SPD à Cottbus et en même temps vice-président du SPD Brandebourg. Le 1er novembre 1990, il est nommé ministre de l'Alimentation, de l'Agriculture et des Forêts dans le gouvernement de l'État de Brandebourg dirigé par le ministre-président Manfred Stolpe.
Zimmermann est membre du Landtag de Brandebourg à partir du 19 mars 1992, date à laquelle il remplace le député à la retraite Gustav Just, jusqu'en 2004. Au cours des deuxième et troisième législatures, il est élu au parlement via la circonscription de Dahme-Forêt-de-Spree II. Au Landtag, il est membre de la commission de l'alimentation, de l'agriculture et des forêts de 1997 à 1999 et de 1999 à 2004 membre de la commission de l'éducation, de la jeunesse et des sports ainsi que de la commission des affaires européennes et de la politique de développement.

### AffaireBackofen
Après des allégations de détournement de fonds et de fraude contre Zimmermann dans le cadre de la prétendue « affaire Backofen », il démissionne de son poste ministériel le 14 novembre 1997 avec effet au 19 décembre 1997. Au cours de son mandat, environ 250 000 euros sont dépensés pour le projet ABM d'une "boulangerie-spectacle" dans la ferme familiale de Zimmermann. Sa femme, son frère et sa fille y dirigent l'usine de fours à bois, qui est particulièrement favorisée par les subventions. Le Land de Brandebourg récupère partiellement les subventions au printemps 1998.
Fin 1998, le parquet du tribunal régional de Potsdam ouvre une enquête contre Zimmermann pour détournement de fonds et fraude aux subventions. L'ancien ministre, dont les bureaux sont ensuite perquisitionnés, nie fermement les allégations. La procédure est d'abord abandonnée puis reprise à l'été 2000. Le 22 février 2002, Zimmermann est acquitté avec deux autres accusés par une chambre du tribunal de district de Potsdam. Le parquet demande alors une révision et la réouverture de la procédure se termine en avril 2003 avec la révocation de l'acquittement. Lors d'un nouveau procès, le 18 février 2004, Zimmermann est condamné par le tribunal régional de Potsdam, après 15 jours de procédure, à onze mois de prison avec sursis et au versement de 5 000 euros à une institution caritative. Le 16 juin 2005, la Cour fédérale de justice confirmé la sentence et rejeté l'appel de Zimmermann.